# الثقافة في الكويت (كتاب)
كتاب الثقافة في الكويت سجل المسيرة التاريخية للثقافة والأدب والكتابة والمسرح والأندية والمجلات ورجالات الكويت الذبن حملوا المسيرة الإصلاحية والتعليمية.

## مقدمة الكتاب
مقدمة الطبعة الأولى:
لقد دفعتني إلى إعداد هذه الدراسة أساب عديدة، منها:
1- عدم كفاية التوثيق للجهود الثقافية والاتجاهات الفكرية المبكرة في الكويت، وبخاصة في المراحل السابقة للقرن العشرين، فضلا عن غياب التعليل والدراسة لظاهرة اهتمام الكويتيين المبكر بالثقافة من جهة، ومواكبتهم للاتجاهات الفكرية الإصلاحية والتنويرية، والتفاعل معها من جهة أخرى.
2- اختزال مفهوم الثقافة لدى بعض الدارسين بالأدب، وإهمال ما عداه.
3- الصورة المشوهة والمنقوصة التي يحملها بعض المثقفين العرب وغيرهم عن منطقة الخليج العربي بعامة، واعتقادهم أن هذه المنطقة لم تكن ذات شأن قبل ظهور النفط، ولم يكن للإنسان فيها إسهامات ثقافية يجدر ذكرها.
وإذا أردنا أن نبحث عن مسوغ لمثل ذلك الإعتقاد لديهم فقد يكون ندرة الدراسات التي تؤرخ للثقافة في منطقة الخليج بعامة، وفي الكويت بخاصة.
4- وجود قدر من الاضطراب في بعض الدراسات القليلة، التي تناولت موضوع الثقافة في الكويت، فمنها ما يربط بين بدء التعليم النظامي والثقافة، ومنها ما يربط بين ظهور النفط والثقافة. ومعنى ذلك أن البلاد لم يكن فيها - حسب تصورهم - علماء وكتاب وشعراء وفنانون... بل وتعليم قبل افتتاح المدارس النظامية، أو قبل تدفق النفط.
5- الحاجة إلى تصويب المعلومات المغلوطة عند الحديث عن بعض الأعلام، ومن ذلك ذهاب كثير من الدراسات إلى عدَ قاضي الكويت «محمد بن فيرون» المتوفى في العام 1153 هـ / 1724 م استنادا لتلامذة ولدوا بعد وفاته بنحو قرن ونصف القرن. وكذلك الحال في ما يتعلق بعثمان بن سند الذي اضطربت الأقوال بشأن سيرته، وحان الأوان لنسبته إلى بلده الكويت الذي ولد فيه وترعرع، فضلا عن الحاجة إلى تصويب بعض المعلومات المغلوطة المتصلة بالصحف التي صدرت في المراحل المبكرة، وغير ذلك من قضايا تستدعي إخضاعها للتحقيق العلمي.
وإتجهت الدراسة إلى التوقف عند حدود المراحل المبكرة في تناولها للجهود الثقافية والإتجاهات الفكرية والريادات الإبداعية، لأنها لم تحظ بالقدر المطلوب من الإهتمام، بسبب ندرة المصادر المتعلقة بها، ومن ثم ندرة الدراسات. أما المراحل اللاحقة - وبخاصة بعد دخول القرن العشرين - فقد تناولها الباحثون بالدراسة، فضلا عن توافر مصادر دراستها.
والتوقف عند البواكير في الشعر والقصة والمسرح والموسيقى والفنون التشكيلية يقتضي عدم تعيين إطار زمني محدد لا تتجاوزه دراسة كل من تلك الفنون، فالبواكير في الشعر الفصيح تبدأ في العقود الأخيرة من القرن الثامن عشر، وأوائل القرن التاسع عشر، على حين تبدأ التجارب القصصية الأولى في نهاية العقد الثالث من القرن العشرين، ولذلك تتوقف الإشارة إلى الشعر عند نهاية القرن التاسع عشر، على حين يبدأ الحديث عن القصة في نهاية العقد الثالث من القرن العشرين، وينتهي في منتصف القرن العشرين.
وهذا المثال ينطبق على الموسيقى والغناء والفنون التشكيلية، فضلا عن إنطباقه على المؤسسات الثقافية الأهلية، والإتجاهات الفكرية.
وفي أحيان قليلة يتم تجاوز ذلك الأساس حين تقتضي الضرورة التجاوز، ومثال ذلك أنه عند تناول موضوع الصحافة تمت الإشارة إلى الصحف الصادرة منذ العام 1928 حتى مشارف الاستقلال في العام 1961 .
ويعود السبب في عدم الاكتفاء بالبدايات إلى الاضطراب في الدراسات المنشورة عن الصحافة الكويتية، ووجود أخطاء فيها تقتضي التصويب.
وثمة حاله أخرى تم فيها تجاوز منتصف القرن العشرين، وهي التجارب الروائية النسائية الأولى، التي تأخر ظهورها إلى الستينات من القرن العشرين.
ولم تكتف الدراسة بالعرض التوثيقي للجهود الثقافية المبكرة والإتجاهات الفكرية، بل سعت إلى التحليل والتعليل، مع مراعاة الإيجاز الشديد، ولا يستثنى من ذلك الإيجاز سوى الحالات القليلة التي تقتضي فيها الضرورة محاورة بعض الإجتهادات، أو تعليل بعض الظواهر، ومثال نلك ما يتعلق بعثمان بن سند، الذي إختلفت المصادر بشأن سيرة حياته، ولم يسلم إسمه من الإختلاف عليه بين الباحثين.
ومن الظواهر التي اقتضت الضرورة تفصيل القول فيها وتعليلها، غلبة التيار الإصلاحي في الكويت، ورفض القبول بالفهم المتشدد للدين من قبل الكويتيين منذ ظهور دعوة الشيخ محمد بن عبد الوهاب وحتى العقد الثالث من القرن العشرين. أما المراحل اللاحقة فقد تناولها الباحثون بالدراسة، الأمر الذي يغني عن الإعادة.
وإشتملث الدراسة على أربعة فصول هي:
الفصل الأول: عوامل الاهتمام المبكر بالثقافة، وفيه حديث عن طبيعة السكان والموقع والنظام السياسي والمؤثرات الخارجية.
وجاء الفصل الثاني بعنوان: مظاهر الإهتمام المبكر بالثقافة، فتكلم عن بدايات نسخ الكتب في الكويت، ثم تأليفها، وعرّف بالصحف التي صدرت منذ العام 1928 حتى مشارف الاستقلال، وإنتهى بالكلام عن المؤسسات الثقافية الأهلية، وهي الجمعية الخيرية العربية، المكتبة الأهلية، المكتبات التجارية، النادي الأدبي، الديوانيات الثقافية، الرابطة الأدبية، المطابع.
أما الفصل الثالث: فكان رصداً للتيارات الفكرية التي كانت سائدة في الكويت حتى العقد الثالث من القرن العشرين، وهي الإتجاه الإصلاحي والإتجاه اليموقراطي، والإتجاه القومي، والإتجاه المحافظ.
وتناول الفصل الرابع: الريادات الإبداعية في مجالات الشعر والقصة والمسرح والموسيقى والغناء والفنون التشكيلية.
وبعد، فقد إستغرق إنجاز هذه الدراسة المكثفة زمناً غير قصير، وجهداً غير يسير، ولعل السبب في ذلك راجع إلى شح المصادر، والحاجة إلى رصد الإشارات المبعثرة في المصادر التاريخية والأدبية والاجتماعية والدينية، فضلا عن تقارير الرحالة ومشاهداتهم، والوثائق والأوراق الخاصة، والمخطوطات، والمصادر
الشفاهية، والسعي من بعد إلى بناء التصورات وتحليل الظواهر، وإستنباط الأحكام، وبخاصة ما يتعلق منها بتعليل اهتمام الكويتيين المبكر بالثقافة، وكذلك ما يتصل بالاتجاهات الفكرية في الكويت، إذ أن الدراسات السابقة التي تناولت الاتجاهات الفكرية في الكويت كانت تبدأ – غالباً - بحركة المجلس التشريعي في العام 1938، على حين سعت هذه الدراسة إلى محاولة التعرف على تلك الاتجاهات منذ القرن الثامن عشر، أي منذ ظهور دعوة الشيخ محمد بن عبد الوهاب .
وأحسب أن معرفة كيفية قيام الكيان السياسي الكويتي، ومكوناته الثقافية، واتجاهاته الفكرية، في المراحل الأولى لقيامه، تكتسب أهمية كبيرة، وتقود من ثم إلى فهم المراحل اللاحقة، بل لعلها تقود إلى معرفة ما ينبغي أن تكون عليه الحال مستقبلاً .
ويجدر أن أشير إلى أن جزءاً من هذه الدراسة نشر ضمن بحوث ندوة «الأدب في الكويت خلال نصف قرن»، التي أقامها المجلس الوطني للثقافة والفنون والآداب في شهر يناير من العام 2002 وكان ذلك الجزء المنشور بمثابة تمهيد تاريخي للمرحلة التي تناولتها الندوة بالدراسة. غير أن ما سبق نشره لا يكون سوى جزء يسير من هذه الدراسة. من جهة، كما أنه خضع لإضافات أساسية من جهة أخرى.
وفي نهاية المطاف لست أملك سوى الشكر أزجيه إلى كل الأصدقاء والزملاء الذين ألحّوا علي بضرورة إنجاز هذه الدراسة، وكانت مشاعرهم النبيلة تجاهي الدافع الأكبر لي للمضي في العمل.
كما أشكر كل من يسّر لي سبل الوصول إلى بعض المصادر الهامة، وهم كثر، وأخص منهم بالذكر الزملاء الأساتذة عادل محمد العبد المغني، خالد سالم محمد، صالح خالد المسباح، علي خالد الفرج، خالد المطوطح مراقب إدارة المخطوطات والمكتبات الإسلامية، يعقوب يوسف الإبراهيم، د. يعقوب يوسف الحجي، د.عماد العتيقي، الأستاذة وفاء الصانع المديرة السابقة لمكتبة الكويت الوطنية. كما أشكر الأساتذة الكرام الذين أجريت معهم مقابلات خاصة، وقد ذكرت أسماؤهم في بيان المصادر والمراجع.
والله الموفق
الكويت في 2/3/2006
د. خليفة عبد الله فارس الوفيان

## إقراء أيضاً
- خليفة الوقيان